# Tanzi (Taichung)
Tanzi (chinesisch 潭子區 / 潭子区, Pinyin Tánzǐ Qū) ist ein Bezirk (區,  Qū) der Stadt Taichung auf Taiwan, Republik China.

## Lage
Tanzi liegt unmittelbar nördlich angrenzend der historischen Kernstadt (in den Grenzen vor 2010) von Taichung. Die benachbarten Bezirke sind im Süden Beitun, im Westen Daya und im Norden Shengang sowie Fengyuan. Der Bezirk gehört gewissermaßen zum „Speckgürtel“ der Innenstadt Taichungs und war in neuerer Zeit durch eine rapide Urbanisierung und Bevölkerungszunahme gekennzeichnet. Seit Beginn der 1980er Jahre hat sich die Bevölkerung Tanzis mehr als verdoppelt.

## Geschichte
Ein früherer Name von Tanzi ist Tanziqian (潭子墘). Während der japanischen Kolonialherrschaft (1895–1945) wurde daraus im Jahr 1920 das Dorf Tanzi (潭子庄,  Tánzi zhuāng). Die ursprünglichen Bewohner der Gegend waren Angehörige des indigen-taiwanischen Volkes (Pingpu) der Pazeh. Ab dem Ende der Herrschaftszeit Kangxis (reg. 1661–1722) begann die Einwanderung von Han-Chinesen vom chinesischen Festland. Die Einwanderer verdrängten oder assimilierten nach und nach die autochthone Bevölkerung. Nach Ende der japanischen Herrschaft kam Taiwan an die Republik China und Tanzi wurde zu einer Landgemeinde (鄉,  Xiāng) im Landkreis Taichung reorganisiert (潭子鄉,  Tánzi xiāng). Am 25. Dezember 2010 wurde der Landkreis vollständig in die Stadt Taichung eingemeindet und alle Landkreisgemeinden, so auch Tanzi, erhielten den Status von Stadtbezirken (區,  Qū).

## Bevölkerung
| Jahr | Einwohner |
| ---- | --------- |
| 1981 | 047.323   |
| 1985 | 051.843   |
| 1990 | 060.657   |
| 1995 | 075.351   |
| 2000 | 089.956   |
| 2005 | 095.462   |
| 2010 | 100.481   |
| 2015 | 106.557   |
| 2019 | 109.324   |

Die Wohnbevölkerung Tanzis nahm in den letzten Jahrzehnten deutlich zu. Ende 1981 waren 47.323 Personen hier wohnhaft, Ende 2019 109.324 Personen. Ende 2019 lebten 1700 Angehörige indigener Völker in Tanzi, entsprechend einem Bevölkerungsanteil von 1,56 %.
| Gliederung von Tanzi |
|                      |

## Verwaltungsgliederung
Nach 1945 war die Landgemeinde Tanzi zunächst in 13 Dörfer (村,  Cūn) gegliedert. 1990 wurde das Dorf Wayao (瓦瑤村) in Furen (福仁里) umbenannt und am 7. Februar 2002 kamen die drei Dörfer Toujiadong, Jiaxing und Jiafu durch Abspaltung von Toujia hinzu. Seit 2010 fungieren die einstmaligen Dörfer als Stadtteile (里,  Lǐ). Nach 2010 war Tanzi in 16 Stadtteile untergliedert:
1 Toujiadong (頭家東里)

2 Jiaxing (家興里)

3 Jiafu (家福里)

4 Toujia (頭家里)

5 Furen (福仁里)

6 Juxing (聚興里)

7 Xintian (新田里)

8 Tanyang (潭陽里)

9 Tanbei (潭北里)

10 Jiaren (嘉仁里)

11 Lilin (栗林里)

12 Tanxiu (潭秀里)

13 Ganzhe (甘蔗里)

14 Dongbao (東寶里)

15 Dafeng (大豐里)

16 Dafu (大富里)

## Wirtschaft

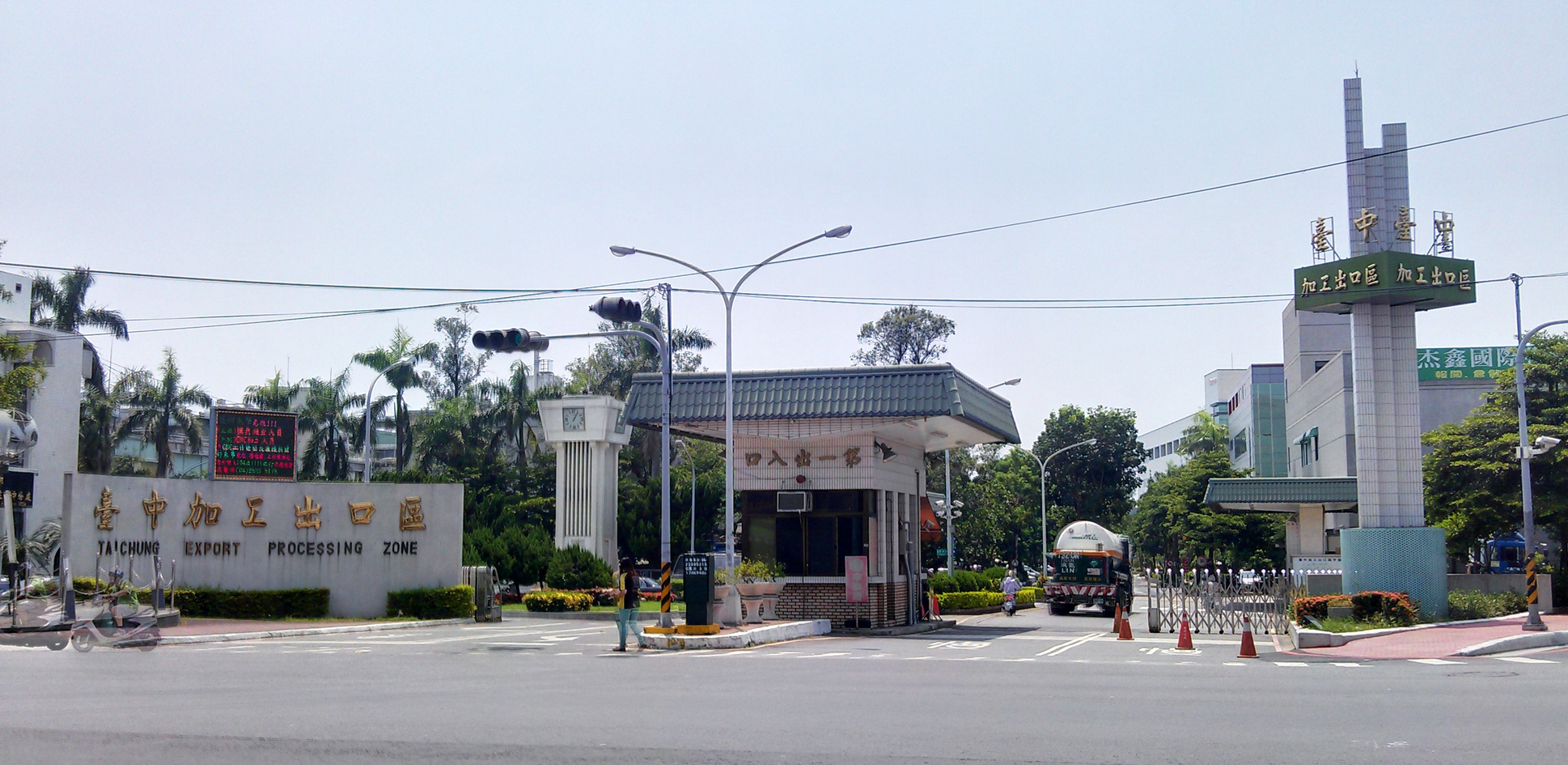
Einfahrt zur Exportverarbeitungszone Taichung

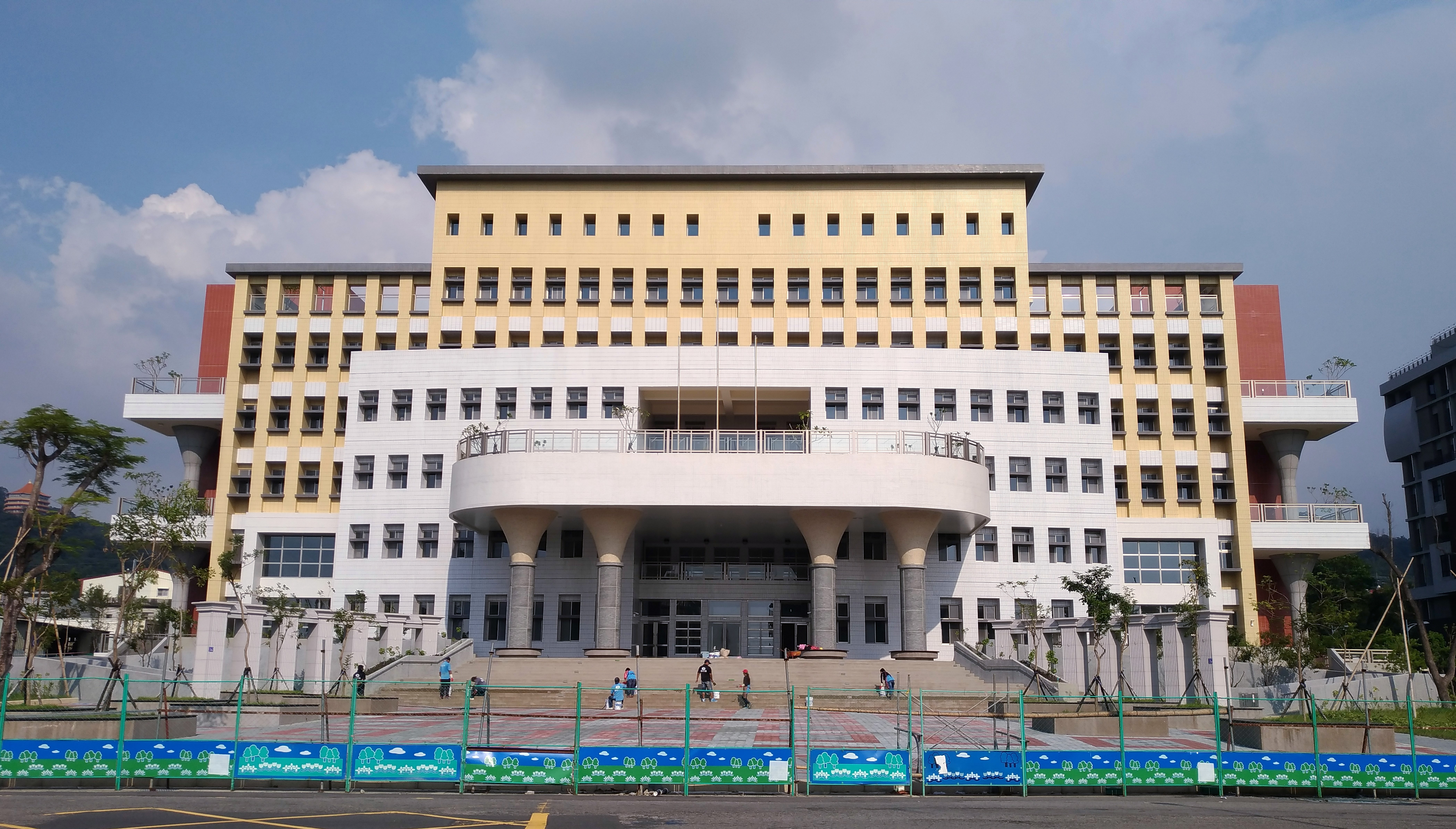
Gebäude der Bezirksverwaltung

In früheren Zeiten war Tanzi landwirtschaftlich geprägt. Im Jahr 2019 wurden etwa 1392 Hektar (54 % der Bezirksfläche) landwirtschaftlich genutzt. Hauptprodukte der Landwirtschaft sind Reis, Mais, Ponkans, Litschi, Tankans, Wendan-Pampelmusen, Kakis, Bambussprossen, Kartoffeln, u. a. m. Der Zierpflanzenbau ist ebenfalls von Bedeutung (Phalaenopsis, Oncidium). Es wird Schweine- und Geflügelzucht betrieben. Pampelmusen sind im September/Oktober zu erhalten, Ponkan von Januar bis März und Kaki von Dezember bis Februar.
In den 1980er Jahren wurde in Tanzi die Exportverarbeitungszone Taichung (臺中加工出口區) eingerichtet, die heute (2019) eine Fläche von etwa 26 Hektar in den Ortsteilen Lilin und Tanxiu umfasst. Hier sind vor allem kleinere Industriebetriebe der Kunststoffverarbeitung, Papierverarbeitung, Hardwareprodukt-Herstellung, Elektronik, Optik und Biotechnologie angesiedelt. Ein weiteres, systematisch durch die Stadtverwaltung von Taichung entwickeltes Industriegebiet, ist der Tanzi-Juxing-Industriepark (潭子聚興產業園區).

## Verkehr
Tanzi wird von mehreren großen Verkehrsachsen durchzogen. Ganz im Westen durchquert die Nationalstraße 1 (Autobahn) im Ortsteil Dafu den Bezirk. Durch das Zentrum verläuft in Nord-Süd-Richtung die Provinzstraße 3 und im Süden Tanzis verläuft in einem kurzen Abschnitt in West-Ost-Richtung die Provinz-Schnellstraße 74. Tanzi hat außerdem einen Anschluss an die Längslinie der Taiwanischen Eisenbahn mit den drei Haltebahnhöfen Lilin, Tanzi und Toujiacuo.

## Sehenswürdigkeiten
Im Stadtteil Tanyang befindet sich der Tanshui-Tempel ( 潭水亭,  Tánshuǐ tíng), der Anfang des 19. Jahrhunderts begründet wurde und in dem Guanyin verehrt wird. Der Tempel wurde in den vergangenen zwei Jahrhunderten mehrfach durch Starkregen beschädigt und wiederaufgebaut. Im Bezirk verstreut finden sich mehrere kleine Parks: der 2,87 ha große Sport- und Freizeitpark (運動休閒公園) in Ganzhe, der ca. 1,4 ha große Shipai-Park (石牌公園) in Tanyang (mit einer verwitterten Edikt-Stele aus der Zeit Qianlongs), den Toujia-Park (頭家公園) im gleichnamigen Ortsteil und den etwa 1 ha großen Furen-Umweltpark (福仁環保公園) im gleichnamigen Stadtteil.

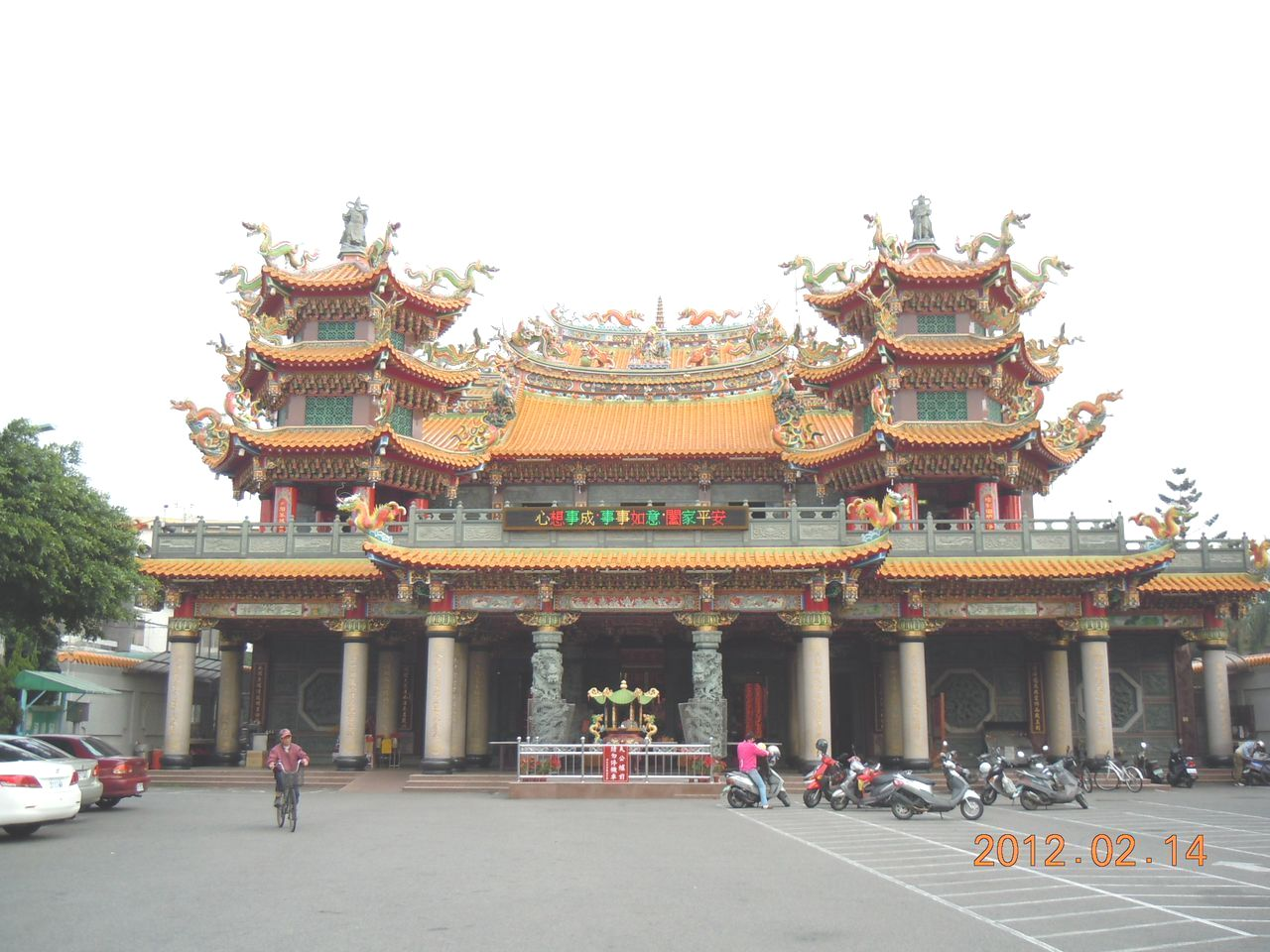
Tanshui-Tempel
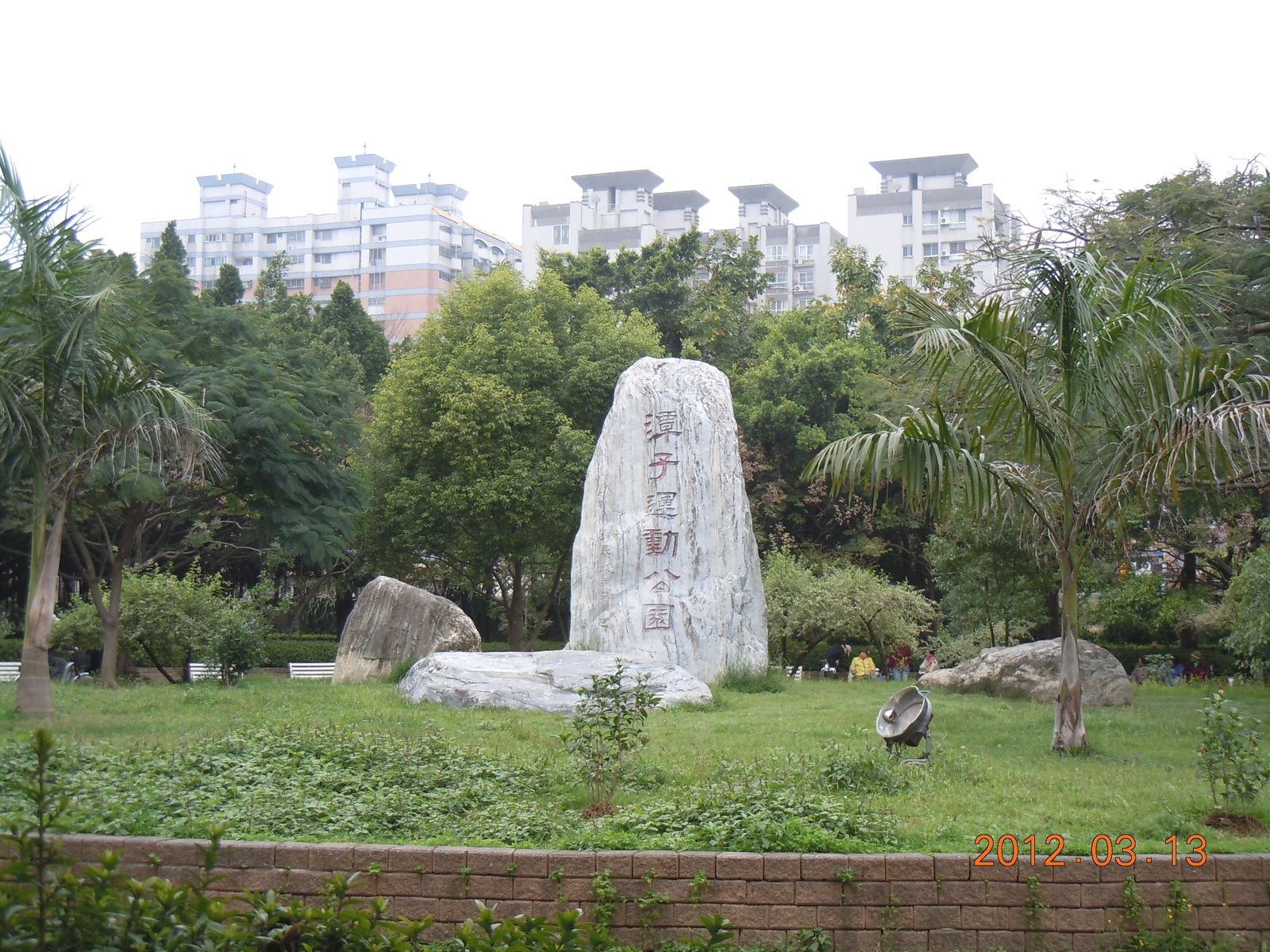
Monument im Sport- und Freizeitpark mit der Inschrift 潭子運動公園, „Tanzi-Sportpark“
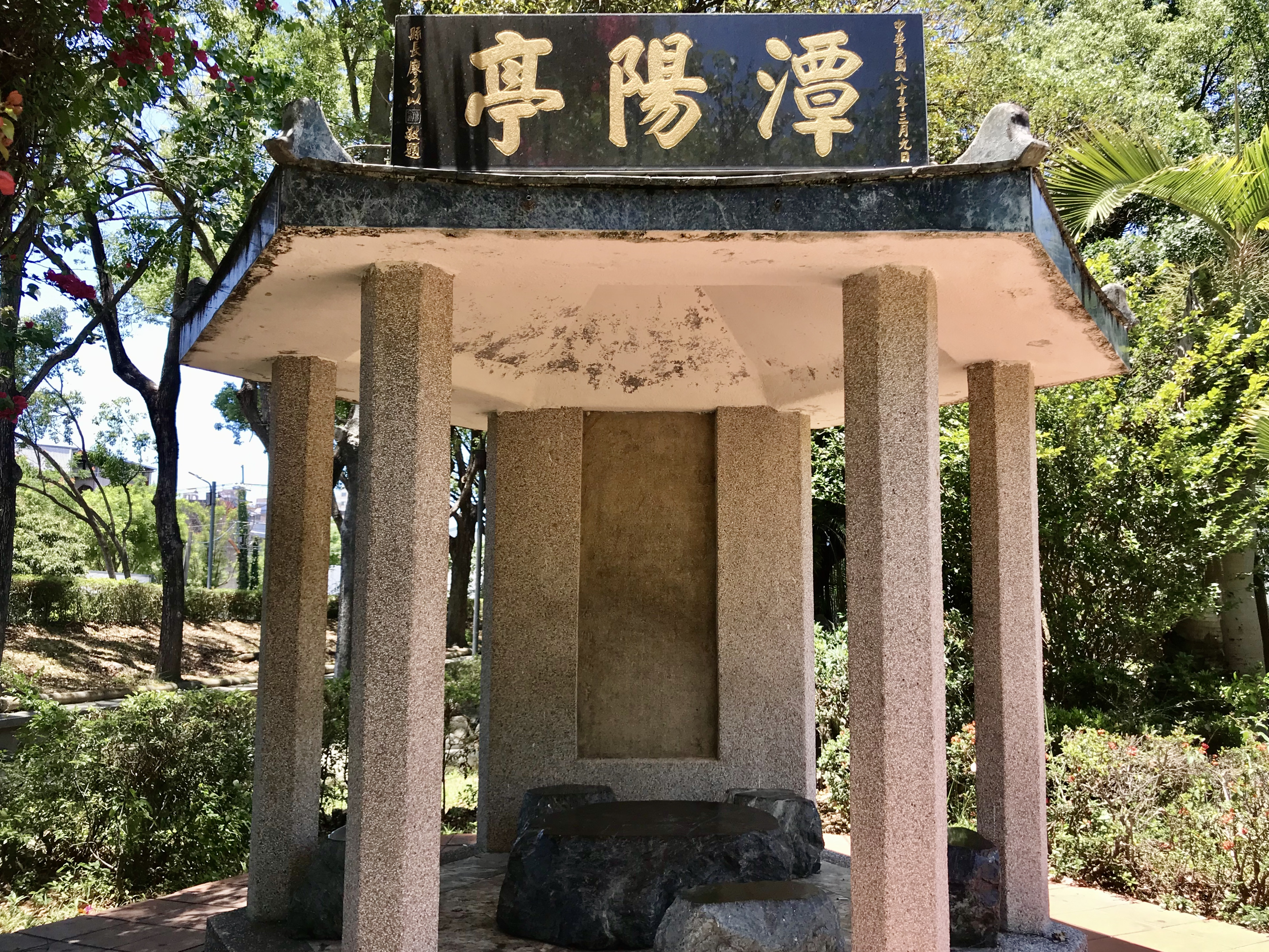
Ediktstele des Qianlong mit darum herum errichteten modernen Pavillon